# ヤング・シャーロック/ピラミッドの謎
『ヤング・シャーロック/ピラミッドの謎』（ヤング・シャーロック ピラミッドのなぞ、原題: Young Sherlock Holmes）は、バリー・レヴィンソン監督による1985年のアメリカ合衆国の映画。日本公開時には『エクスプロラーズ』（地方のみのスプラッシュ公開）と同時上映された。

## ストーリー
1870年のクリスマス間近のロンドンを舞台に、天才的推理力を持つ少年、シャーロック・ホームズが同級生のジョン・H・ワトスンと共に街で発生した連続殺人事件に挑み、そしてその背後に居るエジプトの邪教集団を追う。
シャーロック・ホームズシリーズの「お決まり」として、本作品もジョン・H・ワトスンが語り手となっている。

## キャスト
| 役名                                       | 俳優                             | 日本語吹き替え                                     | 日本語吹き替え                                      | 日本語吹き替え                       |
| 役名                                       | 俳優                             | フジテレビ版 （追加録音版）                        | テレビ朝日版                                        | 機内上映版                           |
| ------------------------------------------ | -------------------------------- | -------------------------------------------------- | --------------------------------------------------- | ------------------------------------ |
| シャーロック・ホームズ                     | ニコラス・ロウ                   | 山寺宏一                                           | 堀内賢雄                                            | 神谷明                               |
| ジョン・H・ワトスン                        | アラン・コックス                 | 松野太紀                                           | 三ツ矢雄二                                          | 塩屋翼                               |
| エリザベス・ハーディ                       | ソフィー・ワード                 | 折笠愛                                             | 佐々木優子                                          | 玉川砂記子                           |
| レイス教授                                 | アンソニー・ヒギンズ             | 堀勝之祐                                           | 田中秀幸                                            | 富山敬                               |
| ドリブ夫人                                 | スーザン・フリートウッド         | 吉田理保子                                         | さとうあい                                          | 沢田敏子                             |
| クレイグウィッチ                           | フレディ・ジョーンズ             | 富田耕生                                           | 阪脩                                                | 中庸助                               |
| ワックスフラッター教授                     | ナイジェル・ストック             | 辻村真人 （多田野曜平）                            | 大塚周夫                                            | あずさ欣平                           |
| レストレード刑事                           | ロジャー・アシュトン＝グリフィス | 緒方賢一                                           | 富山敬                                              | 緒方賢一                             |
| ダドリー                                   | アール・ローズ                   | 関俊彦                                             | 関俊彦                                              | 井上和彦                             |
| スネルグローブ                             | ブライアン・オウルトン           | 上田敏也                                           | 前沢廸雄                                            | 上田敏也                             |
| ボブスター                                 | パトリック・ニューウェル         | 藤本譲                                             | 飯塚昭三                                            | 石森達幸                             |
| ネズビット                                 | ドナルド・エックルス             | 大木民夫                                           | 村松康雄                                            | 北村弘一                             |
| ホームズの父                               | ロジャー・ブライアリー           | 大木民夫                                           | 筈見純                                              |                                      |
| イングル                                   | ウォルター・スパロー             |                                                    | 槐柳二                                              | 野本礼三                             |
| ナレーション / ジョン・H・ワトスン（老齢） | マイケル・ホーダーン             | 宮川洋一 （佐々木敏）                              | 羽佐間道夫                                          | 宮川洋一                             |
| その他の声の出演                           | その他の声の出演                 | 及川ヒロオ 斉藤昌 笹岡繁蔵 伊井篤史                | 幹本雄之 田原アルノ 達依久子 森利也 金丸淳一 渋谷茂 | 飯塚昭三 巴菁子 竹村拓 梅津秀行      |
| 日本語版制作スタッフ                       |                                  |                                                    |                                                     |                                      |
| 演出                                       | 演出                             | 小山悟                                             | 福永莞爾                                            | 小林守夫                             |
| 翻訳                                       | 翻訳                             | 岩本令 （古瀬由紀子）                              | 宇津木道子                                          | 岩本令                               |
| 調整                                       | 調整                             | 小野敦志                                           |                                                     |                                      |
| 効果                                       | 効果                             | 遠藤堯雄 桜井俊哉                                  | リレーション                                        |                                      |
| 制作                                       | 制作                             | 東北新社 （ブロードメディア・スタジオ）            | 東北新社                                            | 東北新社                             |
| プロデューサー                             | プロデューサー                   |                                                    | 山田ゆみ子                                          |                                      |
| 初回放送                                   | 初回放送                         | 1988年10月29日 『ゴールデン洋画劇場』 ※DVD・BD収録 | 1990年12月23日 『日曜洋画劇場』                     | 2024年6月16日 『スター・チャンネル』 |

フジテレビ版は山寺の洋画吹替での初主演作である。また2013年10月12日のWOWOW『土曜吹替劇場』での放送時に放送当時のカット部分に同じキャスト（一部代役）で吹替を追加録音したものが放送された。

## 評価
CGIが使われた映画の最初期の作品であり、第58回アカデミー賞では視覚効果賞にノミネートされた。